# Constantin Negruzzi
Constantin (Costache) Negruzzi (ur. 1808, zm. 24 sierpnia 1868) – rumuński poeta i prozaik romantyczny. Polityk, od 1848 r. minister finansów hospodara mołdawskiego. 
Był członkiem rumuńskiej akademii nauk, współpracował z czasopismem „Dacia Literară”. Od 1840 współdyrektor Teatru Narodowego w Jassach. Jego dorobek literacki obejmuje lirykę, poemat epicki Aprodul Purice (1837), listy (wprowadził tę formę do prozy rumuńskiej) oraz nowele, m.in. historyczna Alexandru Lăpușneanul (1840). Zajmował się również przekładami, m.in. poezji Victora Hugo i Aleksandra Puszkina oraz adaptacjami teatralnymi, zwłaszcza literatury francuskiej.